# Berliner Bär (Berlin-Nikolassee)

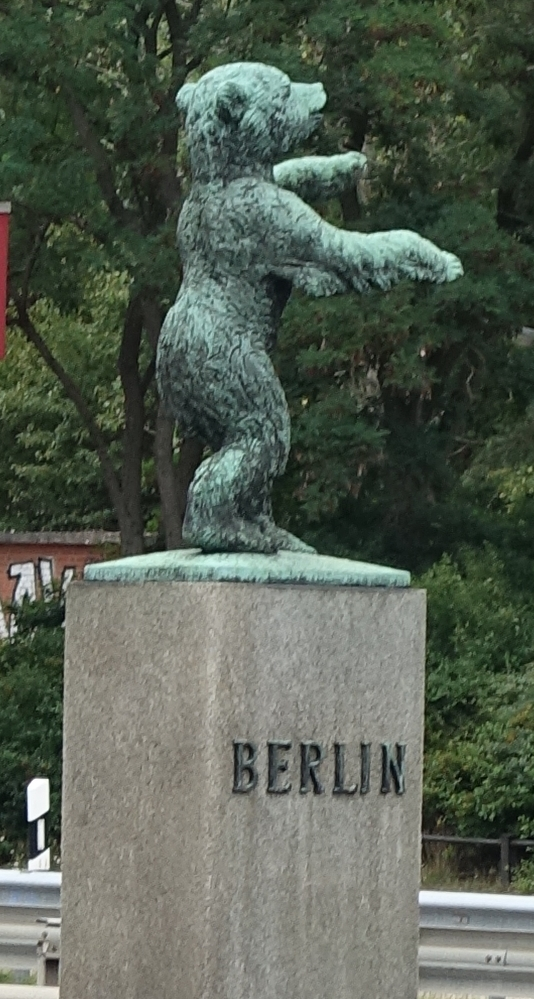
Berliner Bär an der Bundesautobahn 115

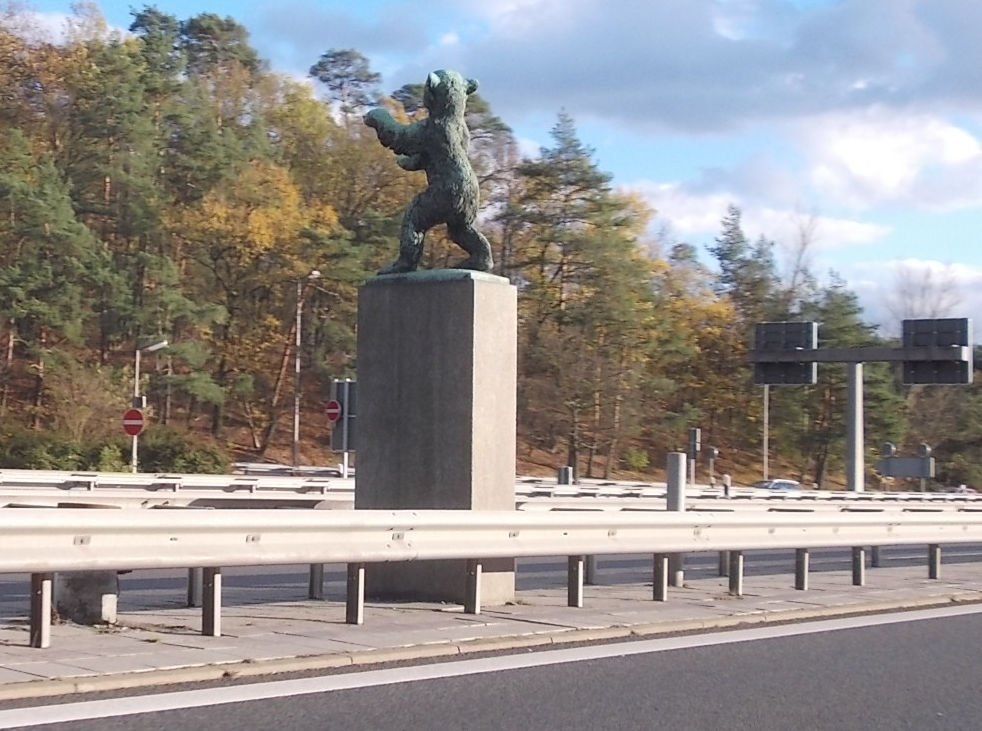
Rückansicht an der A 115

Der Berliner Bär ist ein Bronzedenkmal im Mittelstreifen der Bundesautobahn 115 im Berliner Ortsteil Nikolassee in der Nähe des ehemaligen  Kontrollpunktes Dreilinden–Drewitz. Ähnliche Denkmäler befinden sich an der A 113 in Treptow und an der A 114 in Pankow.

## Geschichte
Die Vorlage für die Autobahn-Skulptur des Berliner Bären schuf die deutsche Bildhauerin Renée Sintenis im Jahr 1956 für die Internationalen Filmfestspiele Berlinale. Eine Vorläuferversion hatte die Künstlerin bereits 1932 geformt. Seit 1960 wird die leicht veränderte Figur als „Berlinale-Bär“  in Gold und Silber (Goldener Bär und Silberner Bär) als Filmpreis verliehen. Der Berlinale-Bär hat eine Größe von 18,8 Zentimetern.
Die größere Bären-Skulptur wurde 1958 anlässlich des 70. Geburtstages von Renée Sintenis auf dem Mittelstreifen der Autobahn A 115 nahe dem ehemaligen Grenzübergang Dreilinden aufgestellt, um die mit Kraftfahrzeugen ankommenden Gäste willkommen zu heißen. Die feierliche Enthüllung nahm der Senator für Bau und Wohnungswesen beim Senat von Berlin-West Rolf Schwedler in Anwesenheit der Künstlerin sowie zahlreicher Persönlichkeiten des öffentlichen Lebens vor.

## Beschreibung
Die aus Bronze hergestellte Figur wurde in der Kunstgießerei Hermann Noack gefertigt. Ihre Höhe beträgt 1,6 Meter. Die Darstellung zeigt einen jungen, auf den Hinterpfoten stehenden Bären mit nach vorne ausgestreckten Vorderpfoten. Die Bronzefigur steht auf einer rechteckigen Plinthe, die auf einem hohen Granitsockel fixiert ist. Der Sockel hat eine Höhe von etwa 2,4 Metern und trägt auf der für die ankommenden Besucher sichtbaren Seite die Inschrift BERLIN. Das Berliner Wappentier winkt aufrecht schreitend den Einreisenden zu und zeigt den Ausreisenden den Rücken.